# 京畿南部地方警察庁

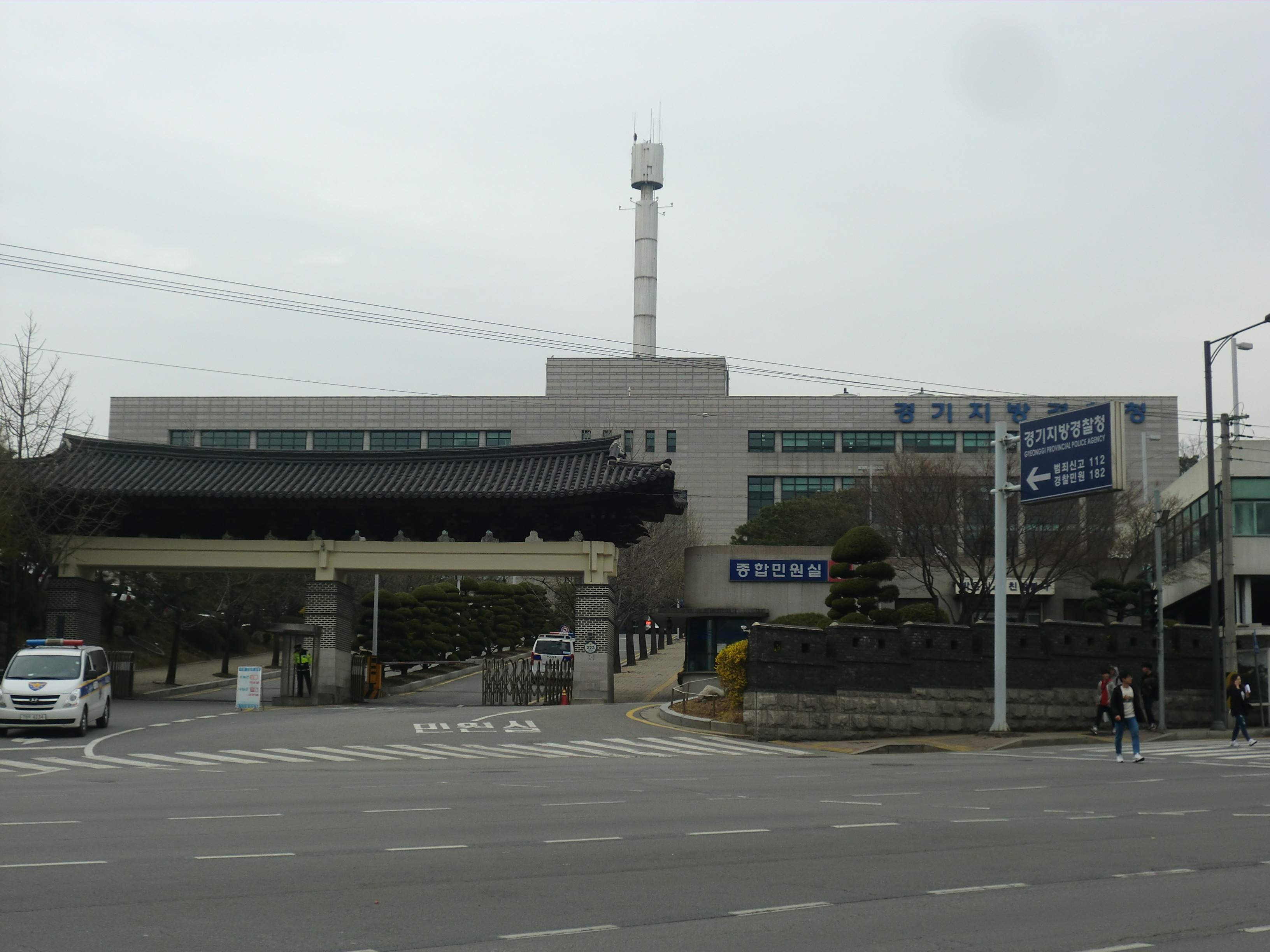
京畿南部警察庁

京畿南部警察庁（キョンギなんぶけいさつちょう、Gyeonggi Nambu Provincial Police Agency、キョンギナンブジバンギョンチャルチョン）は大韓民国京畿道漢江以南の31警察署を監督する機関である。

## 歴史
- 1945年10月21日：国立警察創設と共に京畿道警察部発足（21警察署）
- 1946年11月5日：庁舎を仁川府（現：仁川広域市）に移転
- 1948年11月8日：京畿道警察局に改称。
- 1949年5月7日：仁川警察署を仁川警察署、仁川水上警察署、東仁川警察署に分離。
- 1954年10月8日：漣川警察署設置。
- 1954年12月2日：開城、延安、甕津、白川、長湍、青丹の6警察署と開城消防署を廃止。
- 1961年7月19日：仁川水上警察署を廃止し仁川警察署に統合。
- 1963年2月1日：楊州警察署を議政府警察署に名称変更。
- 1971年9月4日：城南警察署設置。
- 1978年8月9日：華城警察署設置。
- 1980年4月1日：南楊州警察署設置。
- 1984年5月4日：光明警察署設置。
- 1987年2月27日：仁川市警察局創設に伴い。仁川直轄市にある当警察局の管轄区域を移管。管轄が甕津郡を除く京畿道になる。
- 1988年10月15日：安山警察署設置。
- 1991年8月1日：京畿道警察局を京畿地方警察庁に変更。。
- 1995年3月1日：江華警察署を仁川地方警察庁の管轄に変更。管轄が京畿道になる
- 1995年11月27日：盆唐警察署設置。
- 1996年6月29日：富川中部警察署設置。富川警察署を富川南部警察署に名称改称。
- 1999年12月28日：一山、始興警察署設置。
- 2003年12月29日：楊州、九里警察署設置。
- 2005年3月31日：漢江以北を京畿地方警察庁第2庁として分割。
- 2006年11月21日：安山常緑警察署設置。安山警察署は安山檀園警察署に名称変更。
- 2007年9月6日：水原西部警察署設置。
- 2008年4月4日：華城西部警察署を設置。華城警察署は華城東部警察署に名称変更。
- 2009年4月20日：義王、河南、東豆川警察署設置。
- 2010年7月23日：富川梧亭、安養万安（既存の安養警察署は安養東安警察署に改称）、龍仁西部警察署（既存の龍仁警察署は龍仁東部警察署に改称）設置。
- 2015年3月25日：京畿地方警察庁を京畿南部地方警察庁に、京畿地方警察庁第2庁を京畿北部地方警察庁に改称。
- 2021年1月1日：自治警察制への移行により、京畿南部警察庁と改称。

## 組織
- 警察庁長
  - 広報担当官
- 第一次長
  - 聴聞監査担当官
  - 第一部長 - 警務課、情報通信課、交通課、警備課
  - 第二部長 - 生活安全課、捜査課、刑事課
  - 第三部長 - 情報課、保安課、外事課
- 第二次長
  - 警務課
  - 生活安全課
  - 捜査課
  - 警備交通課
  - 情報保安課

## 管轄警察署
- 水原中部警察署
- 水原南部警察署
- 水原西部警察署
- 安養東安警察署
- 安養万安警察署
- 果川警察署
- 軍浦警察署
- 城南寿井警察署
- 城南中院警察署
- 盆唐警察署
- 富川素砂警察署
- 富川遠美警察署
- 富川梧亭警察署
- 光明警察署
- 安山檀園警察署
- 安山常緑警察署
- 始興警察署
- 平沢警察署
- 烏山警察署
- 華城西部警察署
- 華城東灘警察署
- 龍仁東部警察署
- 龍仁西部警察署
- 広州警察署
- 金浦警察署
- 利川警察署
- 安城警察署
- 驪州警察署
- 楊平警察署
- 義王警察署
- 河南警察署